# Buste de Juliette Récamier
Le Buste de Juliette Récamier est une sculpture en marbre réalisée entre 1804 et 1806 par Joseph Chinard (1756-1813). Il représente Juliette Récamier (1777-1849), célèbre salonnière de la société du Directoire et du Consulat. Le buste original, dont il existe plusieurs copies, est conservé au musée des Beaux-Arts de Lyon. 

## Historique
Le buste en marbre est sculpté entre 1804 et 1806, d'après une première version en plâtre patinée également conservée au musée des Beaux-Arts de Lyon. Le buste appartient au père de Juliette Récamier, après son décès il devient la propriété de Joseph-François-Marie Simonard. Légué en 1867 à sa fille, il est acquis par le musée en 1909 (inventaire  B. 871).

## Description

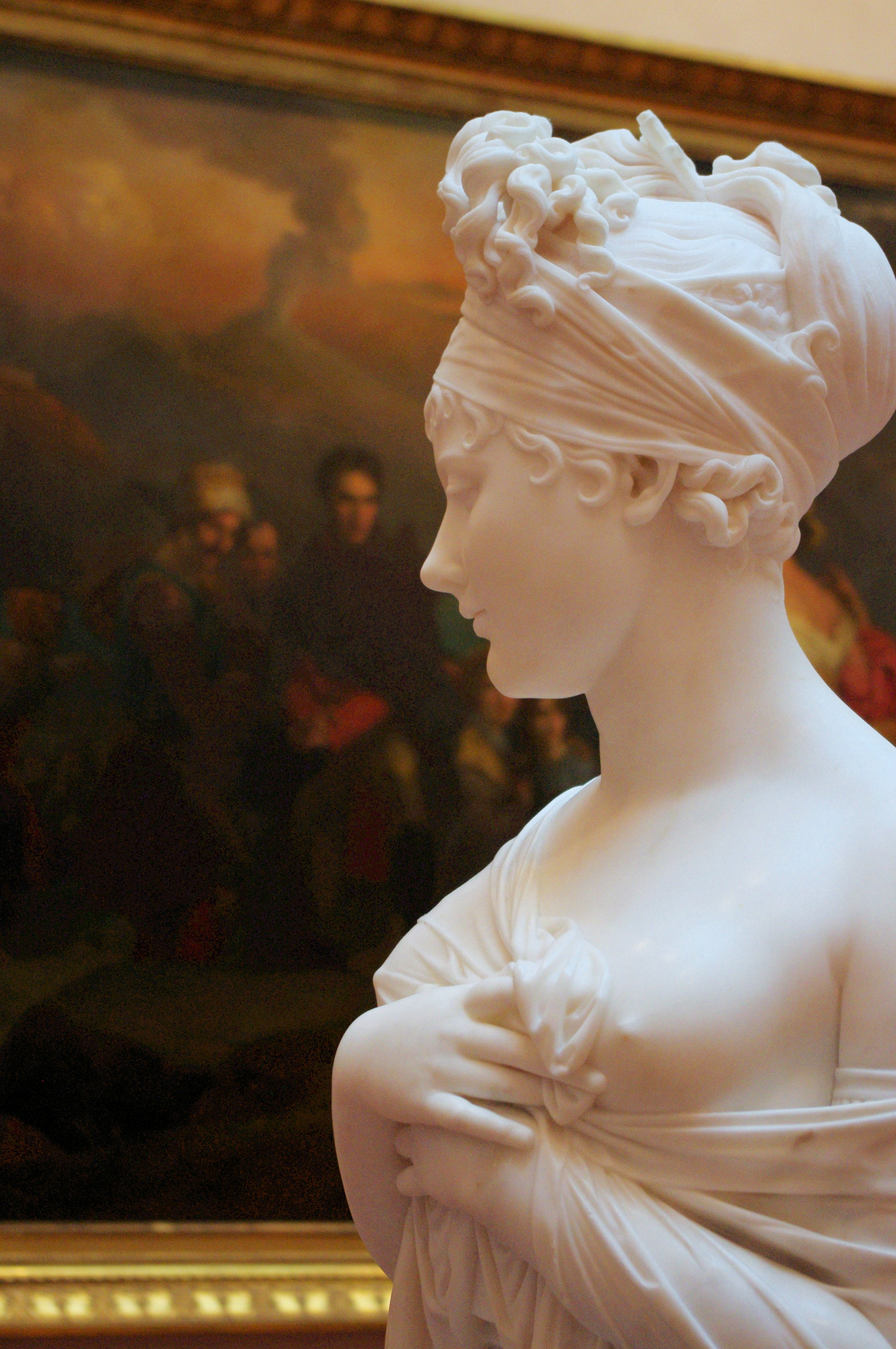
Buste vue de profil.

Après un ébauche en terre réalisée chez les Récamier où il loge à Paris, en en 1802, le sculpteur se rend à Carrare en 1805, pour tailler ce  portrait dans du marbre blanc. 
Le buste est nu, seulement couvert d'un voile qu'elle tient de ses mains croisées sur sa poitrine. Elle porte la tête légèrement inclinée, en gardant le regard baissé, une épaisse chevelure bouclée est maintenue par un bandeau enroulé autour de la tête.

## Œuvres liées

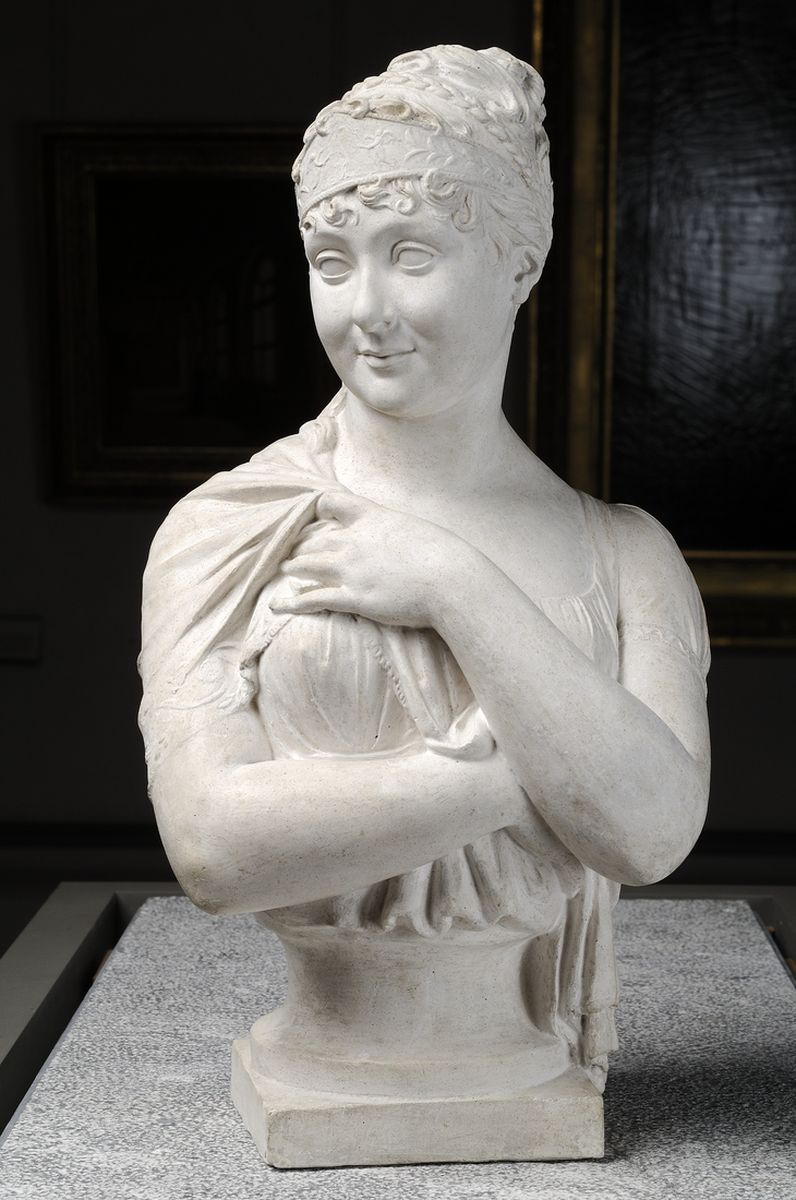
Juliette Récamier en 1805 par Clémence Sophie de Sermézy, musée des beaux-arts de Lyon.
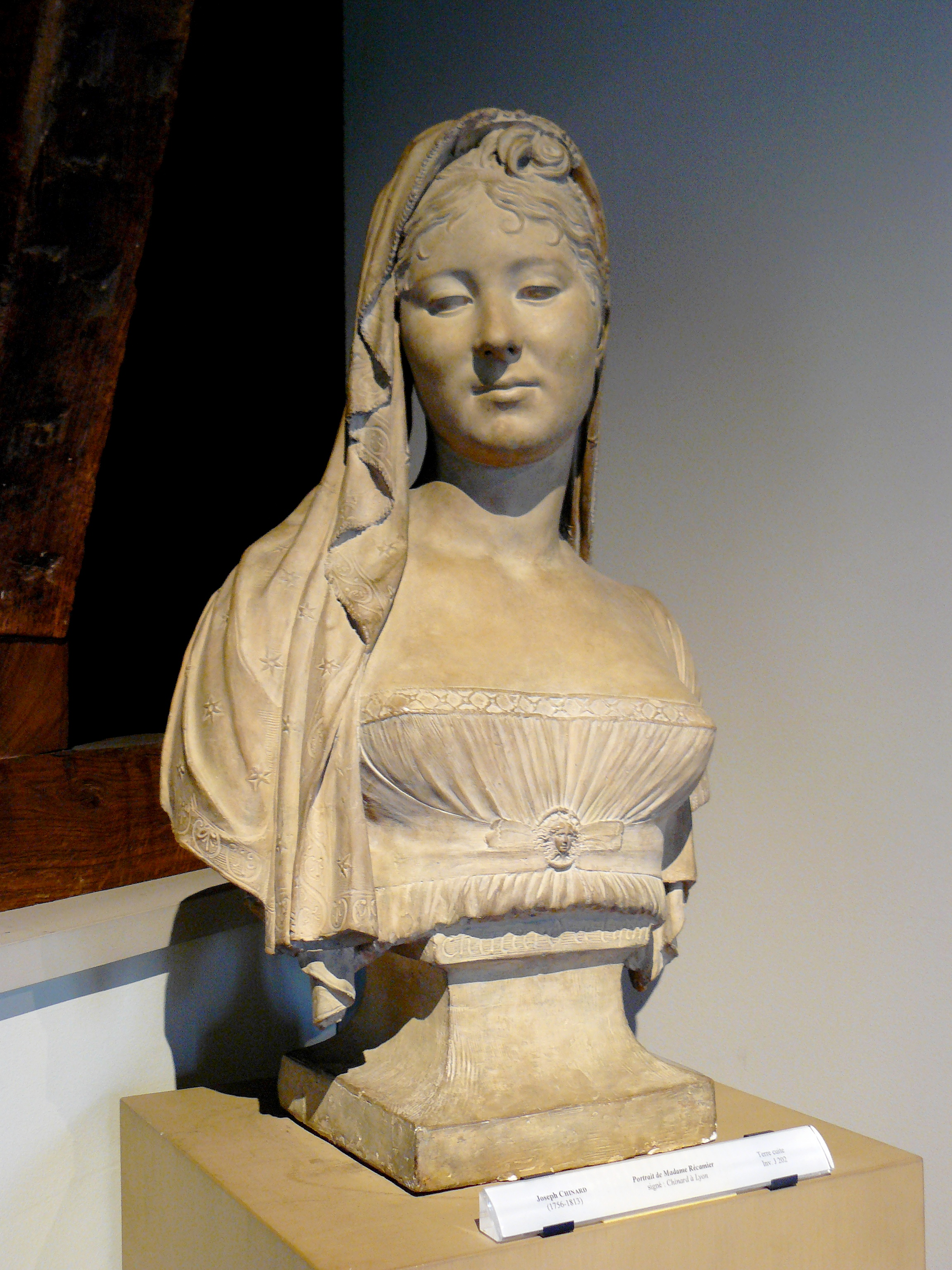
Madame Récamier par Joseph Chinard, Paris, musée Cognacq-Jay.

- Madame Récamier par Joseph Chinard, Paris, musée Cognacq-Jay.

- Juliette Récamier en 1805 par Clémence Sophie de Sermézy, musée des beaux-arts de Lyon.